# Горка (Комоневский сельсовет)
Горка — деревня в Бабаевском районе Вологодской области.
Входит в состав Вепсского национального сельского поселения (с 1 января 2006 года по 13 апреля 2009 года была центром Комоневского сельского поселения), с точки зрения административно-территориального деления — центр Комоневского сельсовета.
Расстояние до районного центра Бабаево по автодороге — 97 км, до центра муниципального образования деревни Тимошино — 8,5 км. Ближайшие населённые пункты — Артёмово, Васино, Гридино, Дуново, Саутино, Сергеево, Фоминская.
По переписи 2002 года население — 114 человек (49 мужчин, 65 женщин). Всё население — русские.